# 薬祖神

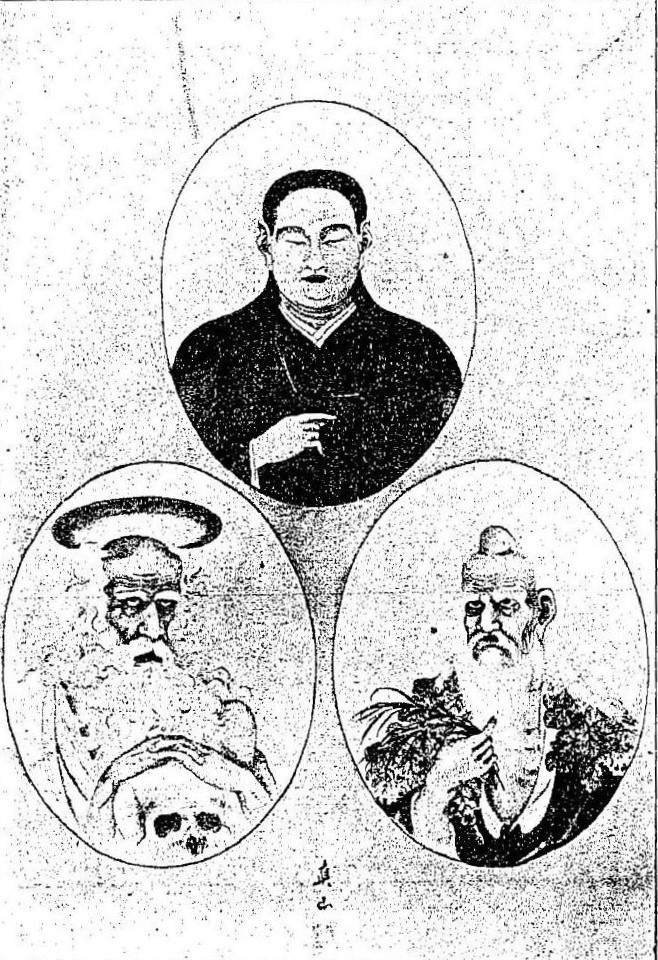
吉田義之(1908年)『人寿説』より、「小彦名命、炎帝神農氏及びヒポクラテスの肖像」。

薬祖神（やくそじん）は、医療の始祖と語り継がれる各種の神のことである。医祖神（いそしん）とも呼ばれる。日本において伝統的に信仰されてきた薬祖神は、中国神話の神農であり、日本神話の大己貴神・少彦名神もまた同様に崇敬されることがあった。
神農は古代中国の伝説上の帝王で、三皇のひとりであるとされているものの、おそらく当初は楚の地方神であったのではないかと考えられている。文献上の初出は『孟子』であるが、これは戦国時代、許行なる人物が神農の教えに従い、民も君主もともに農耕に従事すべきであると主張したという記述であり、これにおける神農がいかなる人物であったかについては詳述されていない。漢代の『緯書』には、神農は竜ないし牛の頭を有する奇怪な姿をしており、民に農業や養蚕、商業、そして医学を教えた人物であるという記述がある。『淮南子』には「始めて百草を嘗め、始めて医薬あり」との記述がある。司馬貞による『史記』三皇本紀には、神農はさまざまな毒や薬を舐めて作物や薬草の発見に勤め、農業および医学の始祖となったという旨の記述がなされている。こうして神農は薬祖神として信仰されるようになった。たとえば、晋代の『帝王世紀』には、神農は医者と薬売の神であると記述されている。
日本にも神農について記した医学書は渡来していたものの、少なくとも平安期までにおいて神農を祭祀の対象とする伝統はなかったものとみられている。鎌倉幕府成立前後に輸入され、本草学の規範となった宋版『証類本草』諸序には神農についての記述があり、小曽戸洋によれば、同書が日本における神農崇拝の契機となったのではないかと考えられる。また、同時期に日本に普及した『太平御覧』『医説』といった中国本草書にも神農についての記載があった。弘安7年（1284年）の『医談抄』には神農が本草の祖として明記され、同10年（1287年）には現存する最古の神農画である『馬医草紙』が描かれている。王履は1367年に『医経溯洞集』を執筆し、その巻頭に「神農嘗百草論」をおいたが、この書は中国のみならず日本や朝鮮をふくむ東アジア圏において、神農の薬祖神としての性質を強調させるうえで大きな役割を果たした。同書は熊宗立が上梓した医学叢書であり、日本にも多く輸入された『東垣十書』にも収録され、室町期から近世における日本医学を基礎づけるものとなった。また、熊が出版した『歴代名医図讃』は、日本における神農画流行のきっかけとなった。安土桃山期から江戸期にかけての日本では神農画を描く文化が定着し、特に江戸期においてはおびただしい数の神農画が描かれた。また、日本各地に神農講が形成され、神農祭がとりおこなわれた。
大己貴神・少彦名神は日本神話の神であり、『日本書紀』には両者が協力し、民と家畜の病の治療法を定めたという旨の記述がある。この2神を祭神とする大洗磯前神社や五條天神社は薬種業者の崇敬を集めてきた。大阪・道修町の少彦名神社は安永9年（1780年）に同地の薬種業者が五條天神社を分霊して建立した神社であり、祭神として少彦名神および神農を祀っている。また、特異な例では、「西洋医学の祖」たる古代ギリシアのヒポクラテスも加えられることがある（ヒポクラテス崇拝）。

## 主な神社
- 五條天神社（京都府京都市下京区） - 「皇國醫祖神五條天神宮」・「醫祖神之碣（いそしんのけつ）」という石碑が立つ[1]。
- 五條天神社（東京都台東区上野公園）[11] - 上記からの勧請。
- 薬祖神社（大阪府堺市堺区・菅原神社摂社） - 少彦名命とともに神農大神を祀る。「日本最古の薬祖神社」と称し、日本における神農信仰としては最古級に類する[12]。
- 少彦名神社（大阪府大阪市中央区道修町） - 「道修町の神農さん」として知られる。少彦名命とともに神農炎帝を祀る。
- 薬祖神社（東京都中央区日本橋室町） - 日本橋室町東地区開発により、日本橋にあった薬祖神社を移転勧進した[13]。
- 生根神社（大阪府大阪市住吉区住吉） - 少彦名命を単独かつ主祭神として祀る神社としては最古級[14]。
- 生根神社（大阪府大阪市西成区玉出） - 上記からの勧請。
- 大洗磯前神社（茨城県東茨城郡大洗町）[11]
- 酒列磯前神社（茨城県ひたちなか市磯崎町）[11]
- 狭井神社・磐座神社（奈良県桜井市三輪・大神神社摂社） - 当社の前には「くすり道」がある[15]。
- 鴨都波神社摂社神農社（奈良県御所市宮前町） - 近隣に生薬栽培所[16]や製薬業者が多く、関係者に信仰されている[17][18]。
- 湯島聖堂境内神農廟（東京都文京区湯島）[19]